# Witotos

Els uitoto, witoto, güitoto o murui-muinane són una ètnia o poble indígena de l'Amazònia colombiana i peruana, el territori originari de la qual es trobava en la part mitjana del riu Caquetá i els seus afluents, i la zona selvàtica que va fins al riu Putumayo. Parlen una llengua de la família bora-witoto.

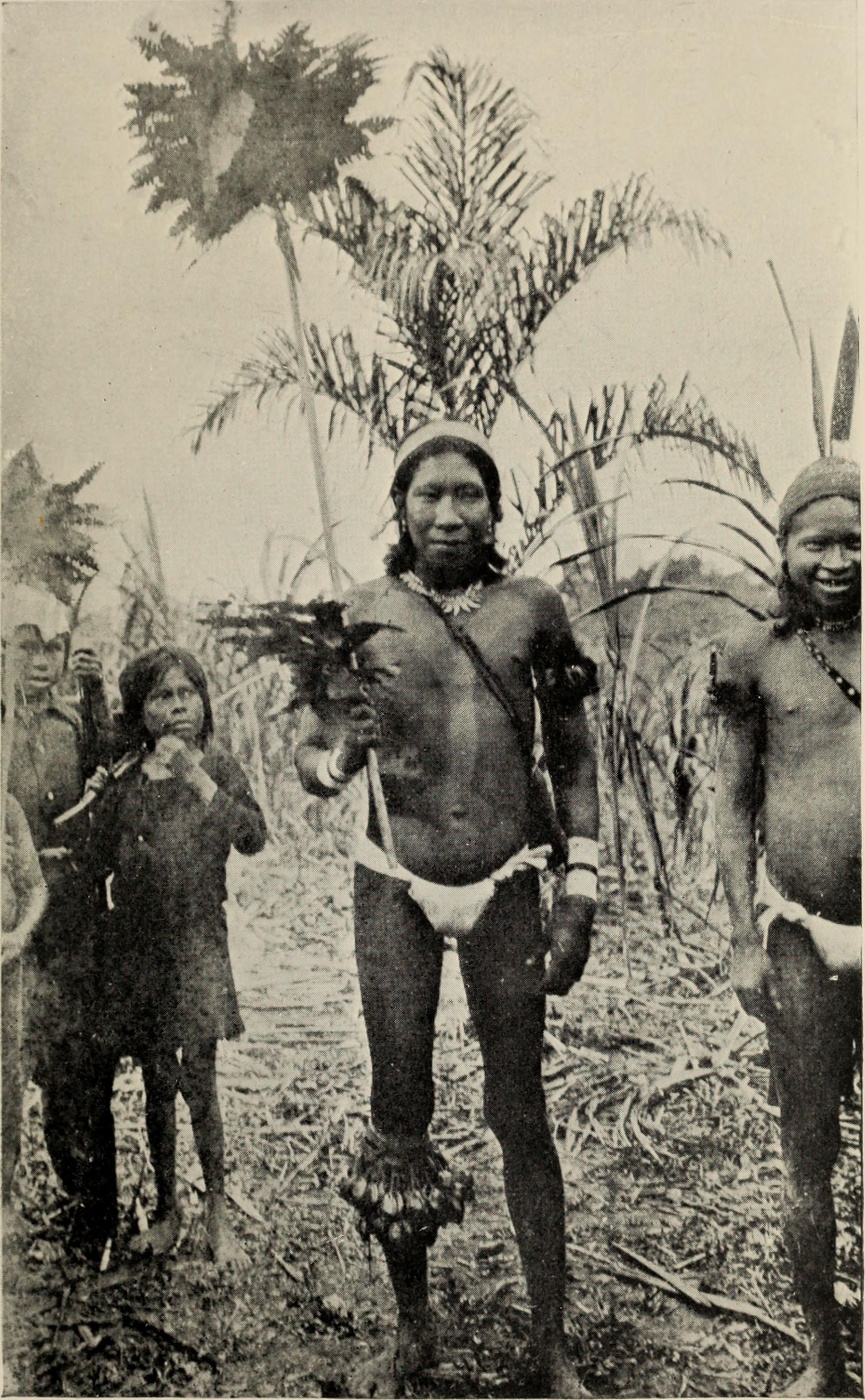
Witotos al Putumayo el 1913

Es troben dispersos en diverses regions de l'Amazones, habitant la regió coneguda com el Mitjà Amazones colombià així com un important sector peruà a la frontera amb Colòmbia.

## Territorialitat
Els witoto consideren La Chorrera com el seu lloc d'origen. Estan distribuïts en tres segments, cadascun dels quals parla un dialecte diferent:
- Mɨnɨka (meneca): en la capçalera del riu Igaraparaná i les riberes dels rius Caquetá i Putumayo.
- Nɨpode (muinane: gent de l'orient): al departament de Putumayo, a la regió la frontera entre Perú i Colòmbia i prop d'Araracuara i El Veinte al departament de Caquetá.
- Bue o Mɨca (murui: gent de l'occident): en el departament de Loreto (el Perú) i el departament d'Amazones (Colòmbia) i a la vora del riu Caraparaná.[3]

## Aspectes culturals
Tradicionalment estaven dividits en llinatges, patrilineals i exògams, que habitaven, encara que alguns encara ho fan, en una casa comunitària coneguda com jofómo o maloca. Diverses famílies comparteixen aquest espai vital dirigits per la parella de major coneixement, generalment la més vella. En el seu interior cada família posseeix un fogó independent i un sector especial on penjar la seva hamaca. Allí es processen els aliments on és fonamental el Casabe, arepa feta de farina de iuca brava d'aproximadament un metre de diàmetre, i que és el fonament de la seva dieta, juntament amb la proteïna animal, producte de la caça i la pesca.
Dins de la maloca existeix a més un lloc específic on els homes en la nit, s'asseuen a consumir una pols verda obtinguda en picar fulles de coca i cendra de yarumo, procés conegut com "Mambe" o jiibie. Durant aquesta activitat es transmet el coneixement mitològic i cosmològic ancestral.
Tradicionalment mitjançant un codi de comunicació es transmetien els missatges importants d'una maloca i toquen per mitjà de dos tambors anomenats Maguaré, el so dels quals solia transmetre's per diversos quilòmetres, a través de l'acústica formada pel llit dels rius i les parets formades pels arbres del bosc.
Fernando Urbina Rangel va investigar la mitologia ancestral dels uitoto. A méás, l'Instituto de Estudios Ambientales (I.D.E.A) va presentar un breviari sobre la cosmovisió dels witoto al seu text "Agaro y la Creación del hombre Uitoto" o Etnia Uitoto "La Cultura de la Yuca".

## Economia
El sistema econòmic es basa en la agricultura de frega i crema, la caça, la pesca i la recol·lecció de productes silvestres. Cada chagra té una superfície entre mitjana i dues hectàrees. Els principals cultius són iuca brava i dolça, nyam, mafafa, ají, coca, chontaduro, plàtans, alvocat, caimo, umarí i blat de moro. El tabac i el maní es conreen en una petita parcel·la a part abonada amb cendres.

## Història

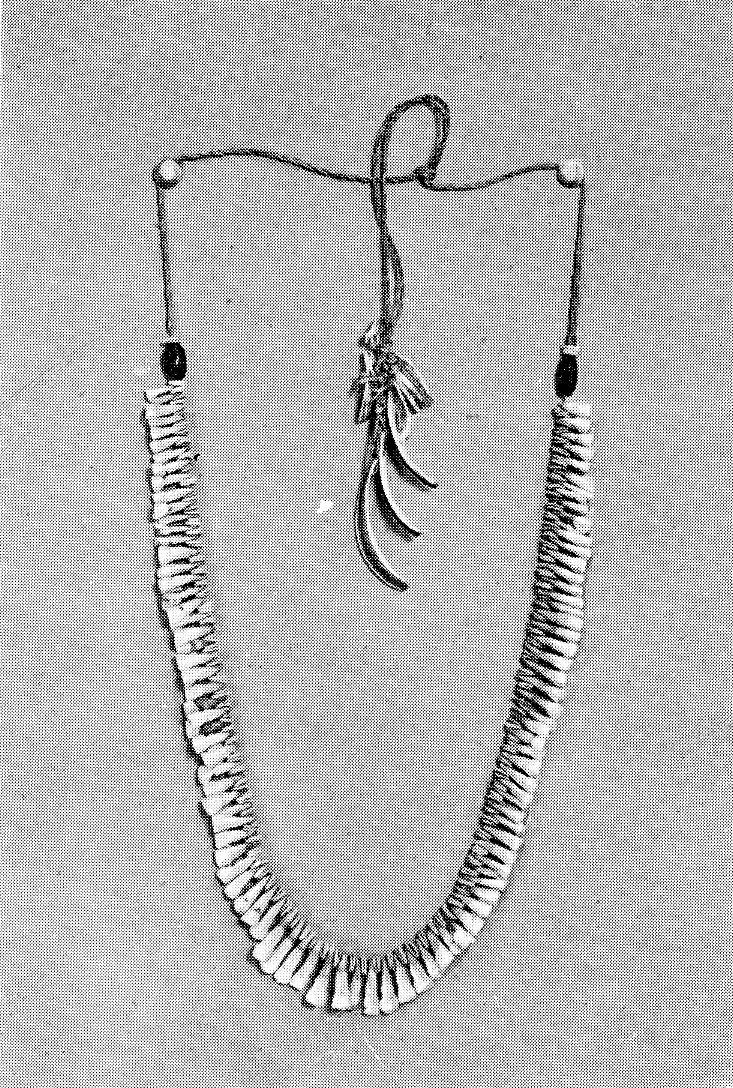
Collar uitoto

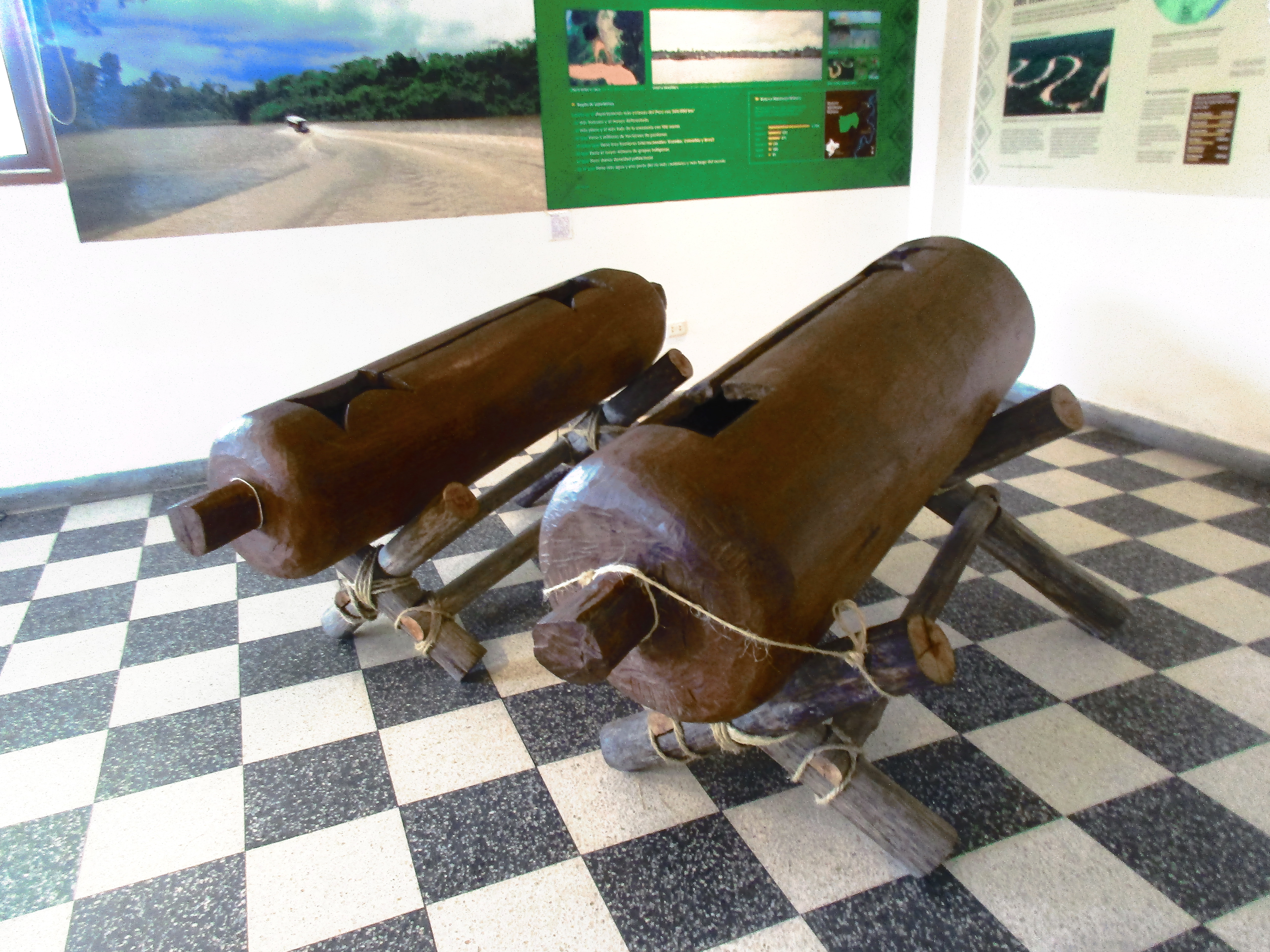
Dos exemplars uitotos de manguarés al Museu Iquitos, a la ciutat d'Iquitos, Perú.

Els witotos va tenir primer contacte amb els europeus a principis del segle xvii. Tot i això, el contacte va romandre esporàdic fins al segle xix. Els Witoto havien estat formats per 100 pobles o 31 tribus, però les malalties i els conflictes han reduït el seu nombre. A principis del segle xx, la població witoto era de 50.000.
Els primers contactes significatius es van donar al voltant de l'explotació del cautxú en 1886. En 1901 les zones del Caquetá i el Putumayo tenien 22 colònies extractores de cautxú, en la seva majoria de colombians, tots amb mà d'obra huitoto. Aquesta situació va canviar ràpidament quan en 1903 va ingressar a l'extracció del cautxú la Casa Arana o Peruvian Amazon Company, el propietari de la qual era Julio César Arana.
Producte d'aquesta esclavitud la població va ser delmada en grans proporcions, reubicada en llocs aliens al seu territori original i la seva organització social va ser seriosament alterada.
Aquesta situació va romandre fins quan va tenir lloc l'anomenat Conflicte colombiano-peruà en la dècada de 1930, ja que sent peruans els cautxers van haver de retirar-se al sud del riu Putumayo i als voltants del riu Tarapacá, al sud del riu Amazones.
En els últims anys del segle XX aquest grup s'ha vist embolicat en conflictes com els processos de colonització i les “bonances econòmiques” entre les quals es troben: el trànsit de pells d'animals silvestres, el narcotràfic, l'explotació d'or i l'explotació fustera, entre d'altres.
Igual que la resta d'indígenes a Colòmbia, els witoto vénen en un procés de reconeixement amb la resta de la societat nacional on se'ls ha legalitzat les seves territoris i participen, d'alguna manera, en l'administració pública. Es troben organitzats en el Consell Regional Indígena del l'Amazones Mitjà CRIMA, juntament amb altres ètnies amb les quals comparteixen la seva cosmovisió, els que són Bora, miraña, andoke, nonuya, ocaines i muinane.